# Райан, Марк
Марк Ра́йан (англ. Mark Ryan, род. 7 июня 1956, Донкастер) — английский актёр. Большую популярность получил благодаря телесериалу «Робин из Шервуда» (1984—1986), в котором сыграл роль сарацина Назира, и фильму «Трансформеры», где озвучивал Бамблби.

## Фильмография
| Год         | Название                               | Роль              | Примечания          |
| ----------- | -------------------------------------- | ----------------- | ------------------- |
| 1984 — 1986 | Робин из Шервуда / (Robin of Sherwood) | Назир             | сериал              |
| 1989        | Призрак Оперы                          | Мотт              |                     |
| 2000        | Ангелы Чарли                           |                   | телесериал          |
| 2006        | Special Ops: Delta Force               |                   |                     |
| 2006        | Престиж                                | Капитан           |                     |
| 2007        | Трансформеры                           | Бамблби           | озвучивание         |
| 2008        | Жажда                                  | Риви              |                     |
| 2009        | Трансформеры: Месть падших             | Джетфайер         | озвучивание         |
| 2011        | Трансформеры 3: Тёмная сторона Луны    |                   |                     |
| 2014        | Трансформеры 4: Эпоха истребления      | Локдаун           | озвучивание         |
| 2014        | Чёрные паруса                          | Гейтс             | телесериал          |
| 2017        | Трансформеры: Последний рыцарь         | директор Спецназа | озвучивание Бамблби |